# سماع

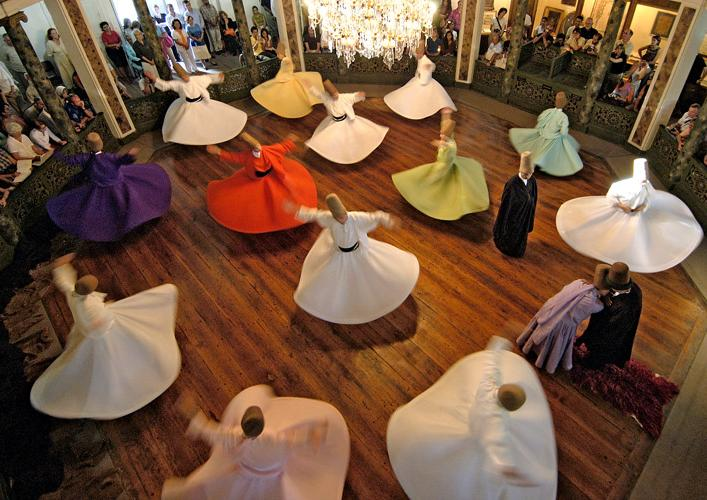
صوفیان در سماع

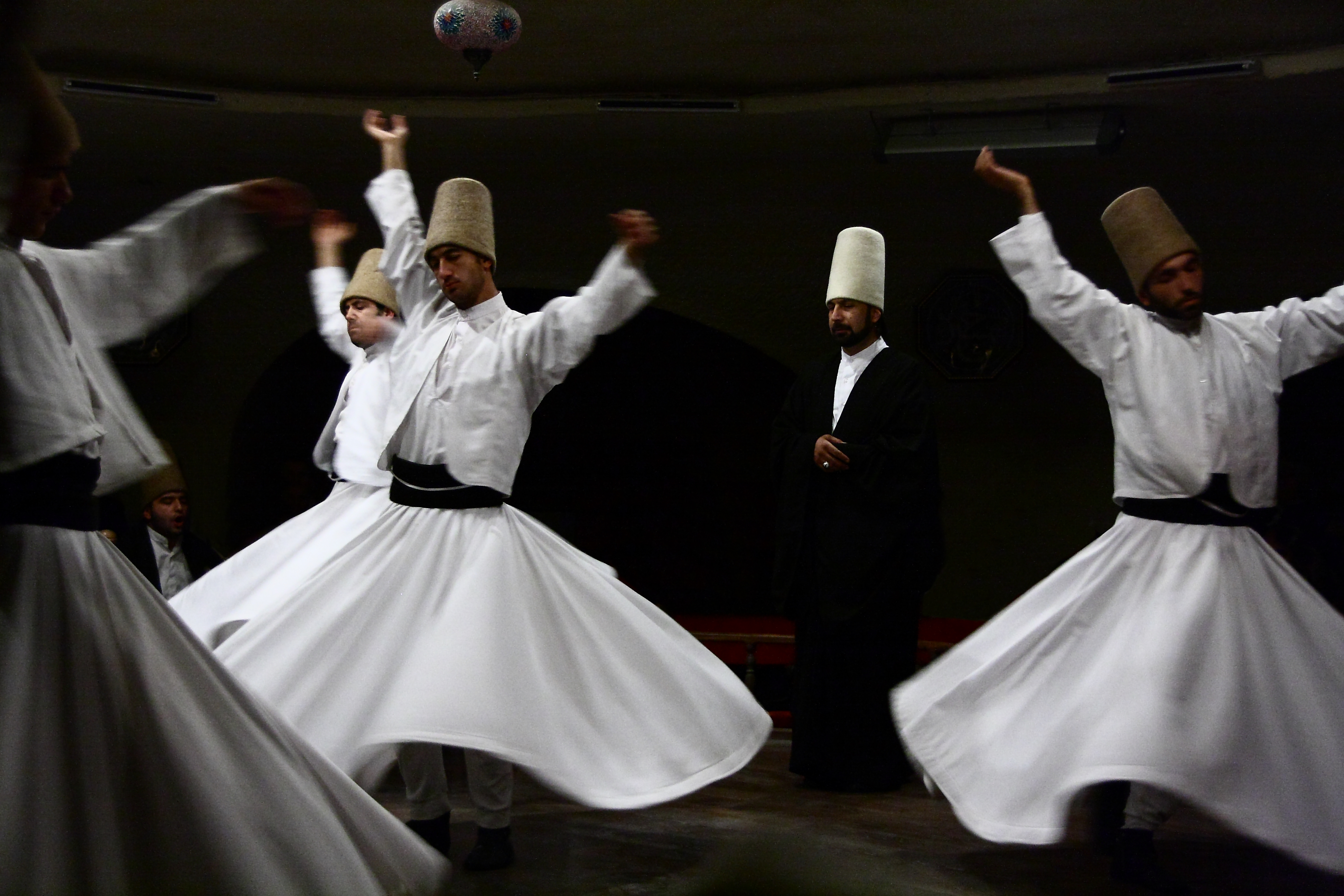
نمای نزدیک

سماع به نوعی از رقص صوفیه شامل چرخش بدن همراه با حالت خلسه برای اهداف معنوی گفته می‌شود. سماع پیشینهٔ کهن تاریخی داشته و رقصی ایرانی است و پس از اسلام موافقان و مخالفانی نیز در این دین پیدا نموده‌است یا به عبارت دیگر سماع از به حرکت درآمدن گروه شیفتگان تحت تأثیر آوای دف و نی و تنبور و شعرهای آهنگین است.

## واژه‌شناسی
سَماع در لغت به معنی شنیدن، شنوایی و آوای گوش‌نواز است. در اصطلاح صوفیان سماع به معنی خواندن آواز یا ترانه عرفانی توسط قوال یا قوالان (گاه همراه با نغمه ساز) و به وجد آمدن شنوندگان در مجالس «ذکر جلی» است. از آنجا که این به وجد آمدن گاه به رقص و دست افشانی می‌انجامد، تقریبا به مجموعه قوالی، نغمه ساز، به وجد آمدن و رقص، سماع گفته می‌شود.
سماء گویند که صوفیان چون در هنگام وجد روی به آسمان کنند و گنج معنی از آسمان گیرند آن را سماء که واژه‌ای است اوستایی به معنی آسمان نامیده شده همچنانکه نخستین کسی که سماء کرد کی‌خسرو کیانی بود که از خداوند معنی رازی را می‌جست:
| چنین پنج هفته خروشان به پای |  | همی بود بر پیش گیهان خدای |

همچنین سماع در لغت در معنای شنیدن، رقص و وجد است و در اصطلاح به آوازی گفته می‌شود که حال شنونده را منقلب گرداند؛ آنچنان که صائب تبریزی می‌فرماید:
عشق، ذرات جهان را در سماع آورده‌است / چون سپند، افسردگان را کارفرما آتش است
منبع این سماع چیزی جز عشق نباید باشد؛ عشقی که همچون آتش زبانه می‌کشد و انسان نمی‌تواند در برابر آن ایستادگی کند، بنابراین در آن ذوب می‌شود و به فنا می‌رسد؛ ابوسعید ابوالخیر، از عارفان بزرگ قرن ۵ ق/۱۱م نیز می‌گوید:
صوفی به سماع دست از آن افشاند/ تا آتش دل به حیلتی بنشاند
عاقل داند که دایه گهواره طفل/ از بهر سکوت طفل می‌جنباند
از این رو صوفیان توجه ویژه‌ای به سماع داشتند و حتی آن را غذای جان و دوای دل عاشق سالک، نام نهادند.
سماع در اصطلاح صوفیه گوش دل فرو داشتن به اشعار و الحان و نغمه‌ها و آهنگ‌های موزون است، در حال جذبه و بی‌خودی. سماع را دعوت حق خوانند، و حقیقت سماع را بیداری دل دانند و توجه آن را به سوی حق انگارند.

## تاریخچه
نخستین بار در شاهنامه به سماع به معنی پرستش با وجد برمی‌خوریم که توسط کی‌خسرو کیانی انجام گرفت که پنج هفته به سماع پرداخت
چنین پنج هفته خروشان به پای
همی بود بر پیش گیهان خدای
و این راه و شیوه که خواندن و ستایش خداوند در حالت خوشی و مستی در فرهنگ اسلامی نیست بلکه از فرهنگ نخستین آریاییان است و همچنین در فرهنگ یهود نیز یافت می‌شود که داوود خدا را با نوای چنگ ستایش می‌کرد
مسلم است که سماع و رقص مذهبی برای خداوند، ریشه در تاریخ کهن دارد. در آیاتی از تورات، به سماع داوود اشاره شده‌است که «به حضور خداوند جست و خیز و رقص می‌کرد» همچنین در انجیل نیز به رقص و سماع مریم بر روی پلکان مذبح اشاره شده‌است.
اما پس از اسلام و تا سال ۲۴۵ هجری اثری از سماع در مراسم مسلمانان به چشم نمی‌خورد. در این سال ذوالنون مصری اجازه تشکیل اولین مجلس قوالی و سماع را به شاگردان خود داد. اندکی بعد و در سال ۲۵۳ نخستین حلقه سماع را علی تنوخی در بغداد به پا کرد.
به درستی آشکار نیست که تشکیل مجالس سماع از چه زمانی آغاز شد، با این حال می‌دانیم که سماع سابقهٔ مذهبی غیر اسلامی داشته و در زمان‌های دور در پرستشگاه‌های مذهبی به کار می‌رفته‌است.
در صدر اسلام، سماع بدان صورت که در مجالس صوفیه بود، وجود نداشت. در سال ۲۴۵ ق صوفیان در جامع بغداد از ذوالنون مصری اجازه سماع را گرفتند، با این همه، نخستین حلقه سماع در ۲۵۳ ق توسط علی تنوخی ـ یکی از یاران سری سقطی ـ در بغداد بر پا شد.
در باب وجه تسمیه سماع، احمد غزالی معتقد بود که سین و میم سماع اشاره دارد به سم، به معنای سّرِ سماع که مانند سم است و عین و میم به معنی مع، بدین معنا که سماع شخص را به معیت ذات الهی می‌برد.
فریدون جنیدی در کتاب« نوای خوش ایران » می نویسد : رقص صوفیان چرخش به دور خود است. این رقص که همراه با آهنگ دف صورت می پذیرد، همان چرخشی است که در گود زورخانه با آهنگ ضرب  ، منتهی منظم تر صورت می‌گیرد، هر دو بازمانده هایی از آداب هنگام کیش مهر ایران است، یکی بر پهلوانی و آماده ساختن تن، برای مبارزه با دشمنان میهن، دیگری برای رستگاری روان و مبارزه با دشمنان جان ( اندیشه های پلید)

## سیر سماع
در روزهای نخستین، مجالس سماع عبارت بود از یک محفل شعرخوانی که به وسیله خواننده یا گروه جمعی خوانندگان خوش آواز اجرا می‌شد و صوفیان تحت تأثیر صوت خوش، حالی پیدا می‌کردند و به پایکوبی می‌پرداختند. پس از آن، در این مجالس برای تحریک بیشتر، استفاده از دف و نی نیز رواج یافت.
به تدریج، توجه روزافزون عوامی که معنای اصلی سماع را درک نمی‌کردند، آنچنان که سعدی شیرازی می‌فرماید:
جز خداوندان معنی را نغلطاند سماع/ اولت مغزی بباید تا برون آیی ز پوست
موجب ناراحتی سالکان گردید و به منظور جلوگیری از ورود این افراد که در انتقادهایی که بر سماع می‌شد، بی نقش نبودند، مقرراتی وضع شد.
در سماع آلات گوناگونی کاربرد داشت؛ مهم‌ترین این آلات، دف و نی بود. اهمیت دف بدین خاطر بود که عارفان معتقد بودند، دف، اولین آلت موسیقی بود که در ورود پیامبر به مدینه استفاده شد. از لحاظ سمبل‌شناسی، دف برای عارفان، سمبل عالم کبیر و نی نیز که سوراخ‌های آن را به ماهیت انسان و سوراخ‌های نه‌گانه بدن او تعبیر می‌کردند سمبل عالم صغیر است.
بنابر نقش مهم سماع در تربیت سالکان، صوفیان آثار تربیتی گوناگونی برای سماع قائل بودند؛ از جمله آنها، این موارد است:
- ایجاد سرزندگی برای بیرون آمدن از رخوت
- تأثیر در شنونده و برانگیختن عواطف وی
- نزدیک ساختن سالک به عالم قدس[۱۵]

در طول تاریخ، سماع را به گونه‌های مختلفی نظیر:
- سماع عام/ سماع خاص/ سماع خاالخاص
- سماع متسمّع/ سماع مستمع/ سماع سامع
- سماع حرام/ سماع مکروه/ سماع مباح/ سماع مستحب[۱۶]

تقسیم کرده‌اند؛ این‌گونه دسته‌بندی‌ها تا جایی پیش رفته‌است که حتی مستمعان سماع را نیز دو گونه دانستند: آنان که معنی می‌شنوند و آنان که صوت می‌شنوند که از نظر هجویری در هر دو اصل، فواید بسیار است و آفات بسیار.

## سماع از دید بزرگان صوفیه
«عالم ملکوت عالم حسن و جمال است و هرجا حسن و جمال است تناسب است، یا بهتر بگوییم هرچه موزون است از تناسب مایه دارد و بنابراین نموداری از عالم ملکوت است. این است که سماع راهی به سوی ملکوت اعلا دارد و استماع اشعار و نغمه‌های موزون دلهای صوفیان را به مصداق حدیث نبوی: به «درستی که خدا زیبا است و زیبایی را دوست دارد»، متوجه بارگاه ملکوتی می‌سازد و کوه هستی آنان را به مدد انوار حق متلاشی می‌کند و راه را بر عاشق صادق هموار می‌گرداند». «در مجلس صوفیان، هرکس خود را بیند لایق سماع نیست و سماع جز کاملان را نشاید». «صوفی چون بی خویش گردد و عاشق چون صادق شود از هر لحنی ندای حق شنود و از هر نغمه‌ای دعوت و اشارتی از معشوق به گوشش رسد، برای او دیگر مجلس و محبس، خانقاه و خرابات، جمع و تنهایی، مفهومی ندارد، در هرجا و در هر حال جلوهٔ یارش در نظر است و آهنگ جانانش در گوش. گاهی بر موج تندخیز سماع نشیند و بدمستی کند، و زمانی در دریای فنا ترک هستی».
روزبهان بقلی: «سماع سماع حق است و سماع از حق است و سماع برحق است و سماع در حق است و سماع با حق است، که اگر یکی از این اضافات با غیر حق کند کافر است». «مریدانِ محبت بی نفس سماع شنوند و سالکان شوق بی عقل و شوریدگان عشق بی دل و آشفتگان انس بی‌روح، اگر با اینها شنوند از حق محجوب‌اند».
| سماع جان نه آخر صوت و حرف است |  | که در هر پرده‌ای سرّی نهفته‌است(شبستری) |

ذوالنون مصری: «سماع واردی است خدایی که دل‌ها را بدان برانگیزد و بر طلب او حریص کند. هرکه آن را به حق شنود، او به حق راه یابد و هرکه به نفس شنود در زندقه افتد».

## سماع در زمان شاه نعمت‌الله ولی
در عهد شاه نعمت‌الله ولی (مؤسس سلسله نعمت‌اللهی) مجالس سماع به نحوی که با آداب شریعت مغایر نبوده وجود داشته‌است:
- برخلاف سماع معمول آن عصر، رقصیدن و چرخیدن و دویدن متداول نبوده‌است.
- کف و گاهی نی و دف می‌زدند.
- در شروع مجلس، شاه نعمت‌الله متوجه قبله می‌نشست که نشان دهد ظاهر و باطن باید متوجه حق باشد. به دستور وی، حضار دل را متوجه دلدار نموده، به خواندن اذکار که اغلب لااله الاالله بود مشغول می‌شدند. با گفتن لااله به معنی نفی ماسوای حق، سر را به طرف راست حرکت می‌دادند (قوس امکان) و با الاالله، سر را به عنوان اثبات وجود حق به طرف چپ (دل) سوق می‌دادند (قوس وجوب).[۱۸]

## سماع در اشعار صوفیان
دیوان شمس (مولانا جلال‌الدین محمد بلخی):
| دارد درویش نوش دیگر      |  | و اندر سر و چشم هوش دیگر |
| در وقت سماع صوفیان را    |  | از عرش رسد خروش دیگر     |
| تو صورت این سماع بشنو    |  | کایشان دارند گوش دیگر    |
| صد دیگ به جوش هست این‌جا  |  | دارد درویش جوش دیگر      |
| همزانوی آنک تش نبینی     |  | سرمست ز می فروش دیگر     |
| درویش ز دوش باز مست است  |  | غیر شب و روز دوش دیگر    |
| ماییم چو جان خموش و گویا |  | حیران شده در خموش دیگر   |

دیوان نوربخش (دکتر جواد نوربخش):
| سماع صوفیان از عشق یار است   |  | که دلهاشان ز شوقش بی‌قرار است  |
| اگر مست حقی برخیز و کف زن    |  | بکوبان پایی و دستی به دف‌زن    |
| رها کن عقل دوراندیش و بر خیز |  | ز خود بگذر به سرمستان در آویز |
| که این حال و هوای صادقان است |  | پر از شور و نوای عاشقان است   |
| کنون بزم سماع است و دف و نی  |  | برآور نعرهٔ هیهای و هی هی      |
| مگر ما و منت گردد فراموش     |  | روی در بحر وحدت مست و مدهوش   |
| شوی از خود تهی با اویی او    |  | کنی حق حق، زنی مستانه هو هو   |

## موافقان و مخالفان
حتی امروزه پایکوبی و رقص در نزد مسلمانان عملی مذموم است. با اینحال علمای شیعه اتفاق نظری در خصوص جزئیات احکام سماع ندارند. به‌طور خلاصه همه علمای اسلامی رقصی که باعث تحریک شهوت غیر همسر بشود را حرام می‌دانند.
حتی خود صوفیان نیز در خصوص سماع نظر واحدی ندارند. برخی از صوفیه همچون مولانا سماع را سبب جمعیت حال سالکان، آرام دل عاشقان، سرور سینه صادقان، غذای جان سایران و دوای درد سالکان می‌دانند و معتقدند در سماع خداوند بیشتر بر جان مردان خدا تجلی می‌کند.
گروهی از عرفا همچون محمد غزالی و قشیری راه میانه پیموده‌اند و نوع خاصی از سماع را فقط برای کسانی حلال می‌دانند که نفس ایشان مرده و دل ایشان زنده باشد. همچنین برخی ورود مبتدیان و اغیار را به مجلس سماع منع نموده و برگزاری آن را محدود نموده‌اند.
با وجود این مخالفت‌ها در میان برگزار کنندگان مجالس سماع نام‌های مشهور زیادی همچون ذوالنون مصری، جنید بغدادی، ابوسعید ابوالخیر، احمد غزالی، عین‌القضات همدانی، شمس تبریزی، اوحدالدین کرمانی، عطار نیشابوری، مولوی (برای اطلاع بیشتر از موافقان سماع نک: ویکی‌پدیا، مدخل مولوی) امیرخسرو دهلوی و شاه نعمت‌الله ولی نیز به چشم می‌خورند
اما در باب حلال یا حرام بودن سماع، افرادی که به سماع گرایش داشتند بالطبع آن را حلال می‌دانستند و در مقابل، بی میلان به سماع، آن را ناپسند و حرام.
از مخالفان سماع، ابن جوزی- از بزرگان قرن ۶ق/۱۲م- بود که برای خود دلایل منطقی‌ای در ناپسند دانستن سماع داشت. او معتقد بود از آنجا که سماع دل را از تکرارِ عظمت خدا بازمی‌دارد و به برخورداری از لذات آنی تشویق می‌کند، ناپسند است.
اوحدی مراغه‌ای نیز در رساله جام جم از سماع عارفان انتقاد می‌کند و می‌سراید: این سماعی که عرف و عاداتست/ پیش ما مانع سعاداتست
و او تنها سماع را در یک صورت حلال می‌داند: عارفی راست این سماع حلال/ که بود واقف از حقیقت حال
با این همه به نظر می‌رسد ابن جوزی و اوحدی از این رو که میل عارفان به شعر و سماع را از میل به قرآن بیشتر می‌دانستند سماع را جایز نمی‌دانستند و حتی اوحدی به طعنه در باب این گروه می‌گوید: اینکه در شعر می‌گرایی گوش/ مدتی بر سماع قرآن کوش
ابوالحسن هجویری در باب سماع رویکردی معتدل تر دارد و در حجاب یازدهم کتابش به مبحث سماع می‌پردازد. او از قول شیخ خود ـ ابوالفضل ختلی ـ نقل می‌کند که سماع توشه بازماندگان است و هر که به او رسید به سماع حاجت پیدا نمی‌کند؛ هجویری حکایاتی از سماع مقبول و حتی آداب سماع نقل می‌کند و در آخر نیز نظر خود را این‌گونه بیان می‌کند که بهتر است مبتدیان را به سماع نگذارند که در آن خطرهای عظیم است.
در مقابل مخالفان سماع، بسیاری بودند که بدان اعتقاد داشتند و آن را انجام می‌دادند؛ از جمله آنان احمد غزالی، از عارفان صاحب حال قرن ۵ و ۶ ق. بود. وی گاه‌وبیگاه به سماع می‌پرداخت و حکایات بسیار در باب سماع وی در منابع مختلف آمده‌است. غزالی، سماع را وسیله‌ای مؤثر در ارتقاء روح و تجرد آن از عالم جسمانی می‌دانست.
با وجود مخالفان بسیاری که احمد غزالی در باب سماع داشت، برادرش، محمد غزالی سماع کردن او را عیب نمی‌دانست، حتی آن را ستایش می‌کرد.
از دیگر همراهان با سماع، نجم الدین رازی است که در مقام ملهمگی که نفس به شرف الهامات حق مشرف شده، سماع را به چند دلیل حلال می‌داند:
1. چون نفس از صفات ذمیمه مرده‌است.
2. برای تهنیت دل که بر معانی غیب دست یافته‌است.
3. نفس، دیده حق بینی و حق شنوی پیدا کرده‌است و هر مناسبتی که باشد از آن ذوق الهامات غیب حاصل می‌کند.

با این حال رازی، شرط سماع کردن مرید را حضور شیخ و غیبت اغیار می‌داند و اینکه مرید تا جایی که بتواند سماعش را فروخورد و تنها در حالتی سماع را برپا دارد که اختیار از او سلب شود.
عزالدین محمود کاشانی نیز در کتاب خود فوایدی را برای سماع از جمله از بین بردن ملالت سالک، از بین بردن حجاب‌هایی که سالک گرفتارش شده و بازشدن سمع روح ذکر می‌کند و فصلی مشبع را به موضوع سماع اختصاص می‌دهد.

## سماعمولانا
از دیگر طرفداران سماع، مولانا جلال الدین محمد بلخی بوده که توجه روزافزون او به سماع در جاودانه شدن این آئین در میان درویشان به ویژه مولویه بی تأثیر نبوده‌است.
مولانا ابتدا همانند پدرش، بهاء ولد، مشغول درس گفتن و وعظ و مجاهده بود و هرگز سماع نکرده بود اما چون شمس تبریزی را دید عاشق وی شد و هر چه او می‌فرمود را غنیمت می‌داشت؛ پس چون شمس به وی اشارت کرد که به سماع درآ، مولانای ۳۸ ساله آنچنان تحت تأثیر شمس قرار گرفت که منبر و مدرسه را ترک کرد. استدلال شمس در تشویق مولوی به سماع این بود که آنچه مولانا می‌طلبد با سماع، زیاد می‌شود و سماع برای انسان‌های عادی که به هوای نفس مشغولند حرام است نه برای کسانی که عاشق و طالب حق هستند. و حتی از نظر او سماع مدد حیات محسوب می‌شد. شیفتگی مولانا به سماع آنچنان بود که پس از آگاهی از کشته شدن شمس نیز مراسم سماع را به جای آورد. تفضلی مولانا را در این زمان این‌گونه توصیف می‌کند:
«یک فرجی هندی به تن کرد و کلاهی پشمین و عسلی رنگ بر سر گذاشت - جلوی پیراهنش را باز کرد و دستارش را به شکل شکرآویز بست و کفش و چکمه مخصوص پوشید و با این شکل و شمایل به سماع پرداخت».
صلاح الدین زرکوب نیز وصیت می‌کند تا جنازه‌اش را در حالت سماع تدفین کنند و مولانا هم به این وصیت عمل می‌کند و جنازه او را با نواختن دف و نقاره در حالی که سماع می‌کردند دفن می‌کند و شب بعد از تدفین صلاح الدین زرکوب را، شب عرُس می‌نامد؛ عرُس واژه‌ای عربی است به معنای نکاح یا طعامی که در سور و ضیافت زفاف داده می‌شود. علت این نامگذاری این است که اهل تصوف بر این باورند که وقتی کسی می‌میرد و روح او از عالم خاکی جدا می‌شود به معشوق می‌پیوندد.
اما سماع در زمان مولانا به شکل امروز نبود؛ مریدی غذایی تهیه می‌کرد و دوستان و آشنایان را دعوت می‌کرد و غذا صرف می‌شد و بعد یا قبل غذا، قوالان نشیده‌هایی که طبعاً آهنگ و سرود معینی نداشت را می‌خواندند و هرکس که می‌خواست سماع می‌کرد؛ بنابراین برخلاف سماع امروز که نمی‌شود مردم را بدان خواند یا کسی نمی‌تواند وارد سماع خانه شود، تمام این حالتها در زمان مولوی وجود داشت.
از مناقب العارفین افلاکی چنین بر می‌آید که یک صدای خوش کافی بود که مولانا به سماع بپردازد. در این اثر از ۲ نوع سماع سخن رفته‌است:
۱) سماعی که مولانا به تنهایی می‌پرداخت.
۲) سماعی که به‌طور دسته جمعی اجرا می‌شد.
مولانا سماع را غذای روح می‌دانست و معتقد بود در حین سماع در هر چیز خداوند را می‌بیند و گاهی نیز اتفاق می‌افتاد که تا بیش از یک هفته در حال سماع باقی می‌ماند؛ مشهور است که با صدای چکش صلاح الدین زرکوب شروع به پایکوبی می‌کرد.
مولوی سماع را معلول چندین عامل می‌دانست:
۱)خالی بودن معده تا تلطف زیاد شود: ای مرد سماع معده را خالی دار/ زیرا چو تهیست نی، کند ناله زار
۲)شکل‌گیری حرکات اهل سماع بر جد نه هزل و سرمستی:
یار در آخر زمان کرد طرب سازئی/ باطن او جدجد ظاهر او بازئی
مولانا در آثار خود از سازهای مختلفی از جمله نی، کمانچه، رباب، دف، سرنا… یاد می‌کند و به نظر می‌رسد که در مجالس سماع ازین سازها استفاده می‌کرد و خود نیز در نواختن رباب تبحر داشت.
وی اصل موسیقی را، این جهانی نمی‌دانست و معتقد بود که این الحان موسیقایی که ما، با آواز خود یا با نغمه‌های ساز ایجاد و خلق می‌کنیم بازتاب جریانی گسترده و ژرف در کیهان است و اصل موسیقی از بهشت است که بر جان عارف خوش می‌آید؛ جدا از موسیقی، او، یکی از نکات ضروری برای سماع را، شعر خوب و فهمی عمیق برای درک آن شعر می‌دانست.
مولوی برای سماع اهمیت تربیتی قابل ملاحظه‌ای قائل بود و آن را در طریقت از اسباب دستیابی به کمال می‌دانست و در ابیات بسیاری، این حالت رقص را، به عنوان امری که حاصل وجد صوفی است اجتناب ناپذیر می‌شمرد و تأثیر وجد در ایجاد این حال را مثل هوای بهار می‌دانست در پرورش گیاه.
اما در تحلیل سماع باید گفت که هر حرکتی در سماع اشارت به نکته‌ای است. چرخ زدن، اشاره به توحید که مقام عارفان است، جهیدن و پا کوفتن، اشارت به اینکه سالک نفس خود را مسخر کرده و دست افشاندن اشارت به شادی حصول شرف وصال و پیروزی بر سپاه نفس اماره، است.
مولویان در اجرای سماع، پیوسته، با اتکا بر آرای بطلمیوسی، حرکات سماوات و دور که از ارکان تصوف است را به صورت دایره‌ای از هستی مطلق تا انسان مادی و دوباره از انسان تا هستی مطلق مد نظر قرار دادند و حتی قسمتی از سماع خانه را دایره وار ساختند.

مولانا جلال‌الدین بلخی در حال سماع، اثر مصور درانی ملقب به کابلی

ریشهٔ سماع مولویانه را در آئین‌ها و اندیشه‌ها و مذاهب باستانی نیز می‌توان جست. حرکت‌های موزون دسته جمعی با گام‌های ساده یا پیچیده، گرد درخت یا آتش، کهن‌ترین شیوه حرکت آرایی بوده‌است. اقوام اینکا، حرکات موزون را برای اینتی [رب‌النوع خورشید] اجرا می‌کردند یا آزتک‌ها در آمریکای مرکزی هنوز این آئین را اجرا می‌کنند.
این حرکات موزونِ نیایشی و آئینی در میان تمام اقوام، بیانگر ارتباط بشر با مبدأ جهان بوده‌است و در واقع آن کانون را به صورت نمادین در مرکز حلقه حرکت قرار می‌دهند و خود مانند افلاک بر گرد آن می‌چرخند.
رقص سماع مولانایی نیز که به وسیله مولانا احیا شد، نمادی از اتحاد انسان و کانون هستی است. این حرکات نشانی از آئین‌های پرستش میترا دارد. در قیاسِ سماع مولویانه با رقص‌های آفریقایی یا سرخپوستی به این جمع‌بندی می‌توان رسید که در سماع، فردیت حفظ می‌شود و هر فرد جداگانه به گرد خویش می‌گردد و محوریت این حرکت را انسان تشکیل می‌دهد؛ بنابراین اومانیسم و انسان گرایی در رقص سماع، اساس است؛ این درحالیست که در رقص‌های باستانی و آئین‌های کهن، عنصر طبیعت در مرکز است.
در رقص سماع این انسان است که به فیض می‌رساند چرا که وی جانشین و خلیفه الهی است و شاید بتوان این حرکت را با گردش به دور خانه کعبه قیاس کرد. باید توجه داشت که برخی اومانیست را جایگزینی خدا دانسته‌اند نه جانشینی و خلیفگی او که در این صورت با حقیقت بندگی و توحید معارض بلکه نوعی از تفرعن است که توجیه سماع با آن هرگز سازگاری ندارد.

## رمزشناسی حرکات سماع
در سماع مولانا دستی که به سوی آسمان است نماد دریافت فیض مبدأ هستی و دستی که به سوی زمین است نماد بخشش به کل موجودات است و انسان در این میان به عنوان واسطه مطرح است. لباس نیز در سماع حائز اهمیت است؛ لباسی سفید با دامن بلند که نمادی از روح یا جهان روحانی است که فرشتگان را به ذهن می‌آورد.
عشق به سماع در واژه به واژهٔ اشعار مولوی موج می‌زند آنچنان که در دفتر سوم مثنوی، رقصندگان سماع را کسانی معرفی می‌کند که از نقص خود رسته‌اند و از درون، دف و نی می‌زنند:
چون رهند از دست خود دستی زنند/ چون جهند از نقص خود رقصی کنند
و حجت را بر خرده گیران تمام می‌کند و در دیوان شمس خطاب به صورتگرایان می‌فرماید:
در وقت سماع صوفیان را/ از عرش رسد خروش دیگر
تو صورت این سماع بشنو/ کایشان دارند گوش دیگر

## محل برگزاری
اگرچه برگزاری مراسم سماع در بازار نیز سابقه دارد، ولی در برخی مراکز صوفیانه همچون خانقاه، زاویه، رباط، صومعه، دویره (دیر)، لنگر تکلیه محل خاصی برای اجرای مراسم وجود دارد که شامل یک سالن مخصوص است که به آن سماع خانه گفته می‌شود.